# Bygherre
Bygherren er først og fremmest den der betaler for opførelsen af et byggeri. Ud over dette dækker begrebet ofte over den person, instans, firma eller et land der bestiller en byggeopgave hos et entreprenør- eller arkitektfirma eller anden virksomhed til at udføre en bestemt opgave inden for byggeri, anlæg, planlægning, sanering eller anden form for ændring af fysisk eller funktionelt miljø.
Hvis bygherren er en privatperson der på egen hånd bestiller en byggeopgave hos en entreprenør/håndværkerfirma er han selv ansvarlig for at indhente fornøden byggetilladelse. Overdrager han derimod opgaven til et arkitekt- eller ingeniørfirma er det disse virksomheder der efter forudgående projektering indhenter byggetilladelser og efterfølgende påtager sig ansvar for byggeriets afvikling hvad angår kvalitetsmæssig arbejdsudførelse, byggepladssikkerhed, afleveringsfrister,  m.v. 
Begrebet bygherre kommer sandsynligvis fra det tyske ord "Bauherr". 
| Arkitektur | Spire Denne arkitekturartikel er en spire som bør udbygges. Du er velkommen til at hjælpe Wikipedia ved at udvide den. |